# Seugne
La Seugne est une rivière du Sud-Ouest de la France et un affluent gauche de la Charente. Elle arrose le département de la Charente-Maritime, dans la région Nouvelle-Aquitaine. La haute vallée de la Seugne est classée en zone Natura 2000. L'état écologique de la masse d'eau est médiocre.

## Géographie
La Seugne naît au pied de la colline de Montlieu-la-Garde, haute de 142 mètres, près du lieu-dit chez Bourdeau, à l'altitude 102,5 mètres.
C'est dans son cours moyen que la rivière arrose les petites villes de Jonzac, sous-préfecture, et de Pons.
Non loin de son lieu de confluence avec la Charente, en aval de Colombiers, la rivière se dédouble. La branche principale, celle de droite, va se jeter dans la Charente à Port-Chauveau, commune de Courcoury. L'autre branche se subdivise en plusieurs bras qui se jettent à leur tour dans la Charente, 3, 4, 6, 7 kilomètres plus en aval dans la commune des Gonds, dans la banlieue sud-est de Saintes. Ce site de confluence est parfois dénommé le delta de la Seugne.
La longueur totale du cours de la Seugne est de 83,3 km, ce qui en fait le plus long affluent de rive gauche de la Charente en Charente-Maritime.

### Communes et cantons traversés

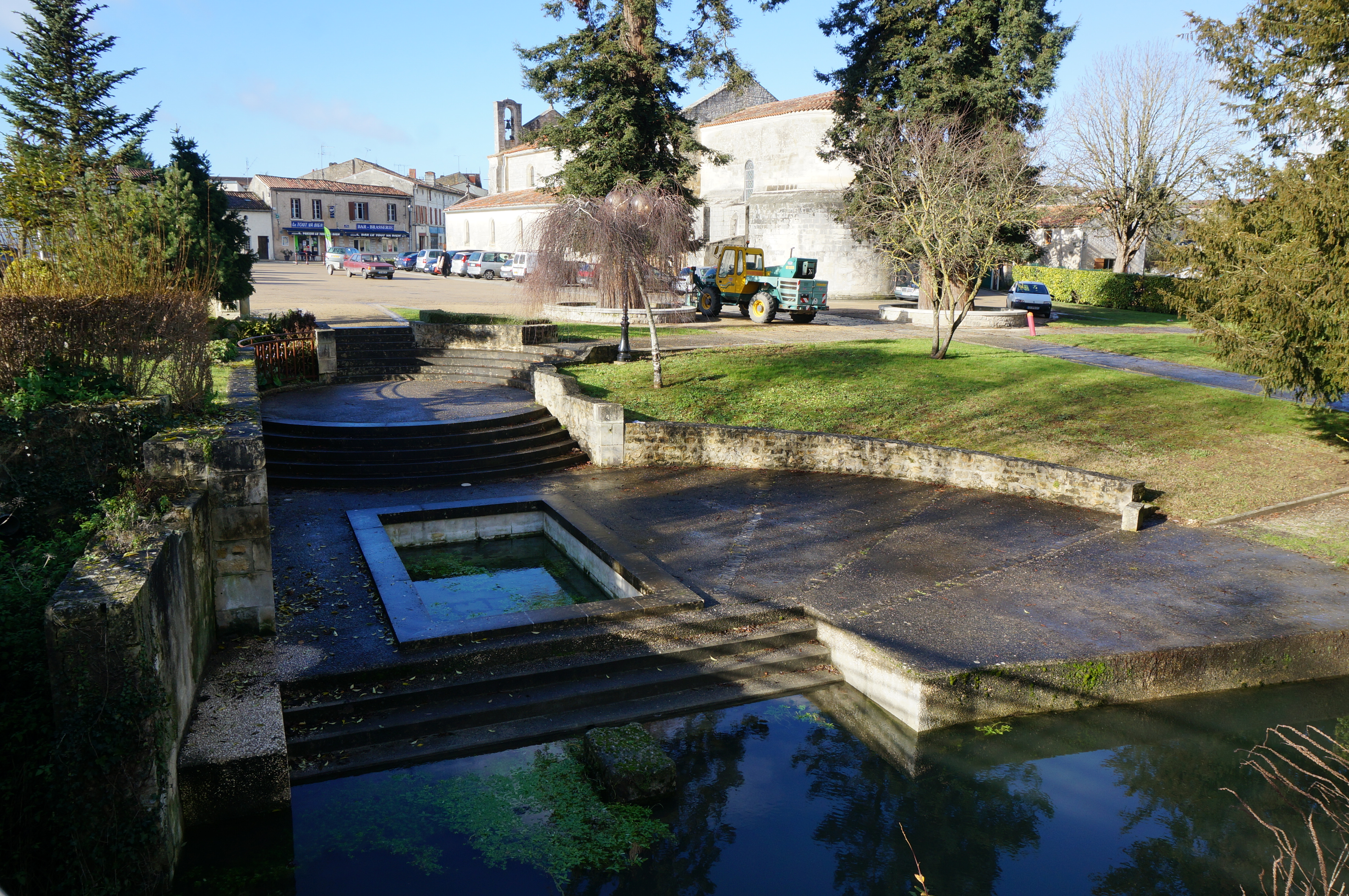
Lavoir derrière l'Église Saint-Vivien de Pons.

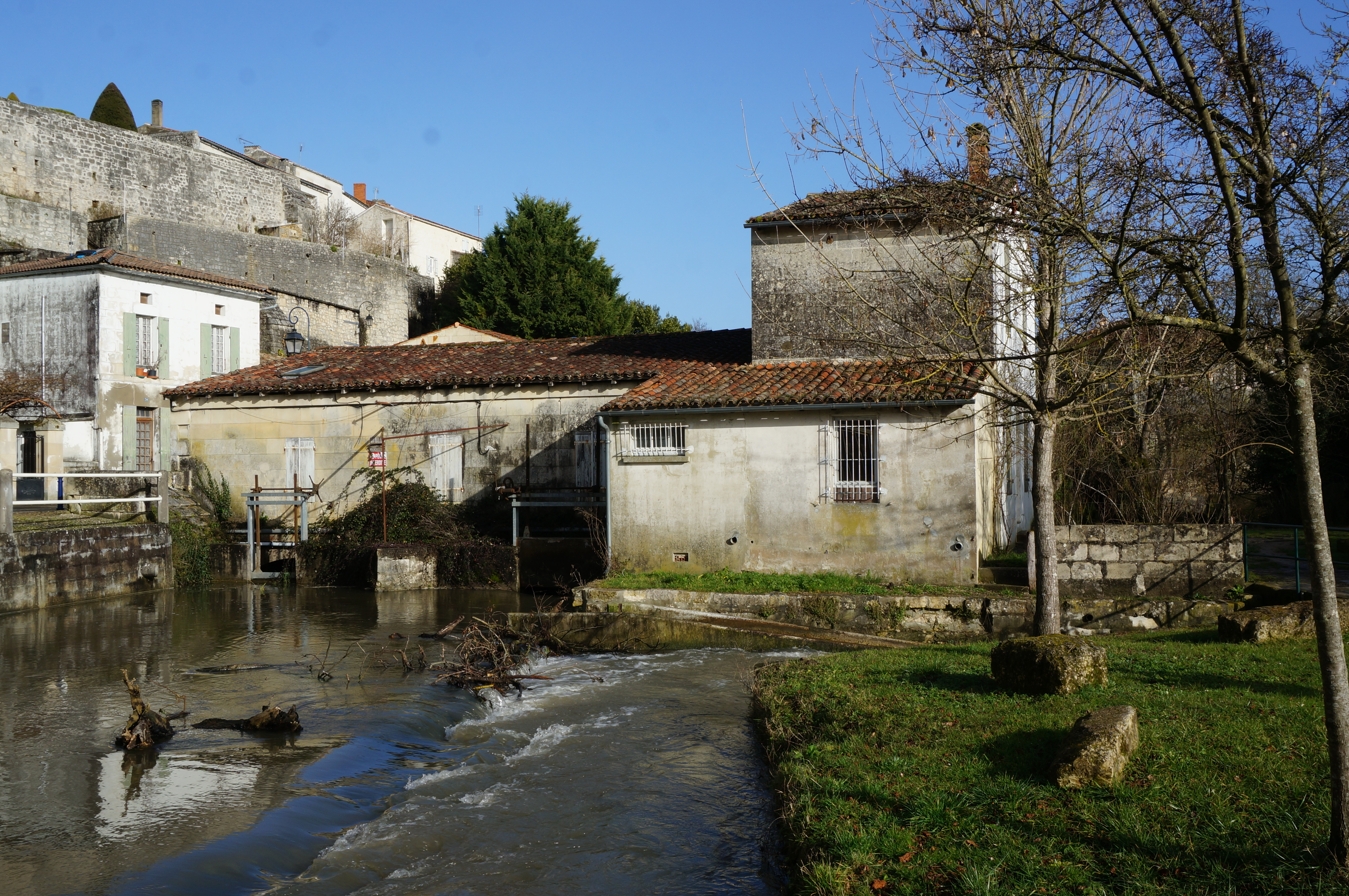
Moulin de la tour à Pons.

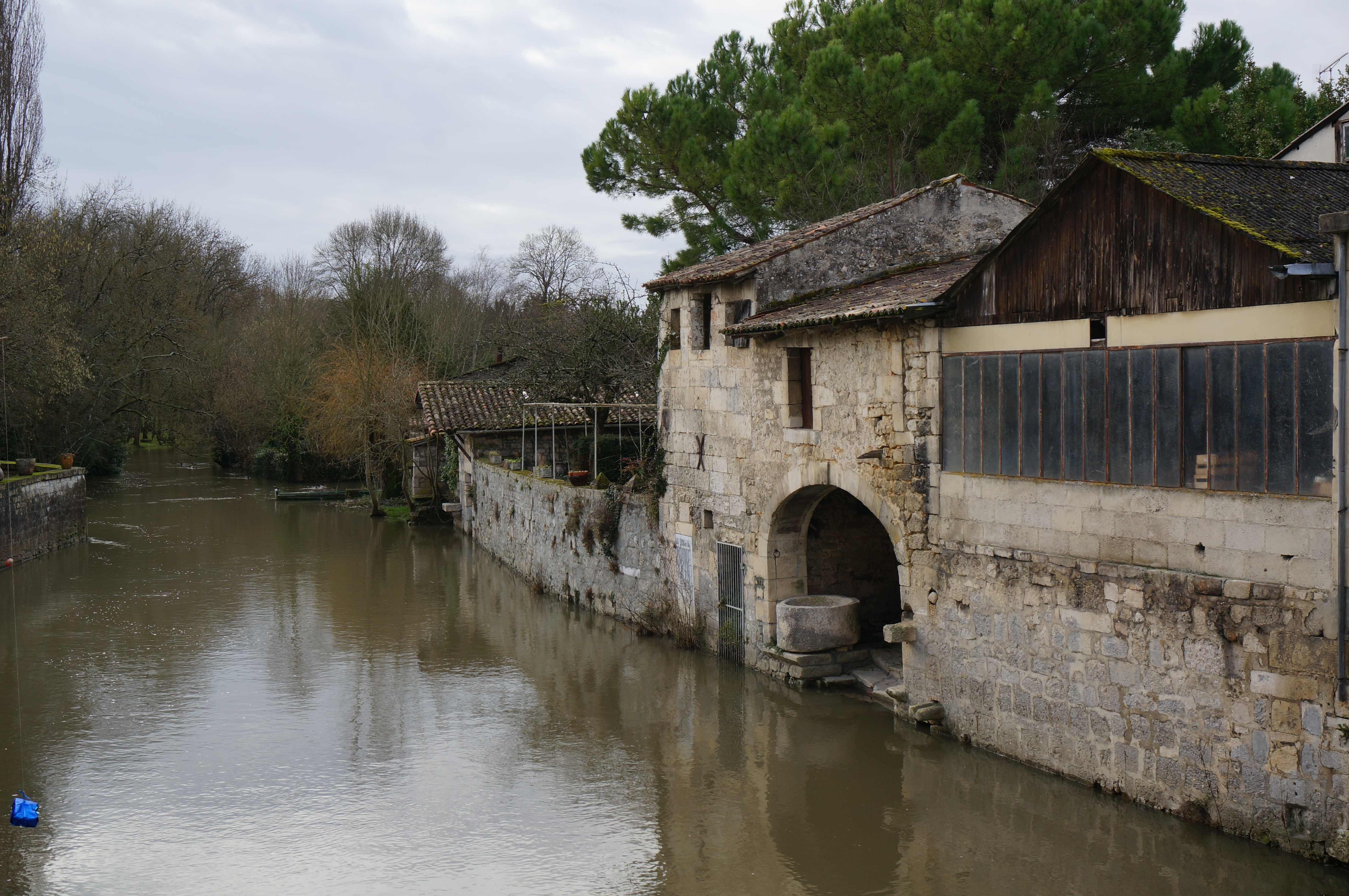
Tannerie à Pons.

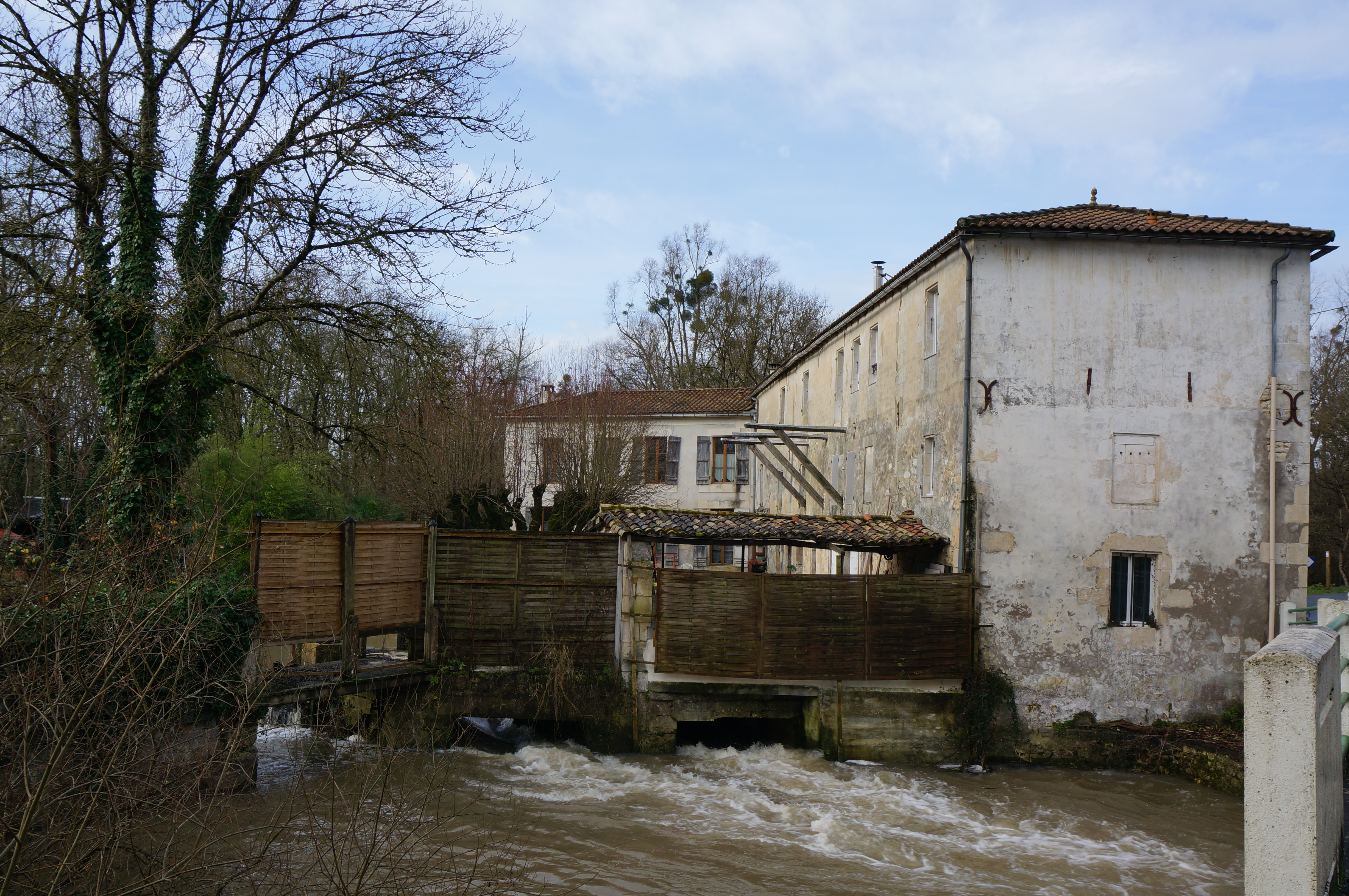
Moulin route de Fléac à Pons.

La Seugne traverse un seul département, en l'occurrence celui de la Charente-Maritime, arrosant trente-six communes et sept cantons.
Dans le sens amont vers aval, il s'agit des communes suivantes : Montlieu-la-Garde (lieu de source), Chepniers, Pouillac, Sainte-Colombe, Polignac, Chatenet, Le Pin, Sousmoulins, Mérignac, Pommiers-Moulons, Vibrac, Chaunac, Léoville, Fontaines-d'Ozillac, Saint-Médard, Ozillac, Champagnac, Jonzac, Saint-Germain-de-Lusignan, Lussac, Clion, Saint-Georges-Antignac, Saint-Grégoire-d'Ardennes, Mosnac, Fléac-sur-Seugne, Belluire, Pons, Bougneau, Saint-Léger, Saint-Seurin-de-Palenne, Colombiers, Montils, La Jard, Berneuil, Courcoury, Saint-Sever-de-Saintonge, Les Gonds.
De fait, la Seugne traverse sept cantons qui concernent deux arrondissements administratifs de la Charente-Maritime (Jonzac et Saintes).
La Seugne prend source dans le canton de Montlieu-la-Garde, puis traverse les cantons de Montendre, Jonzac, Saint-Genis-de-Saintonge, Pons, Gémozac et, finalement, conflue dans le canton de Saintes-Est.

## Affluents
La Seugne a dix-huit affluents ou bras référencés dont :

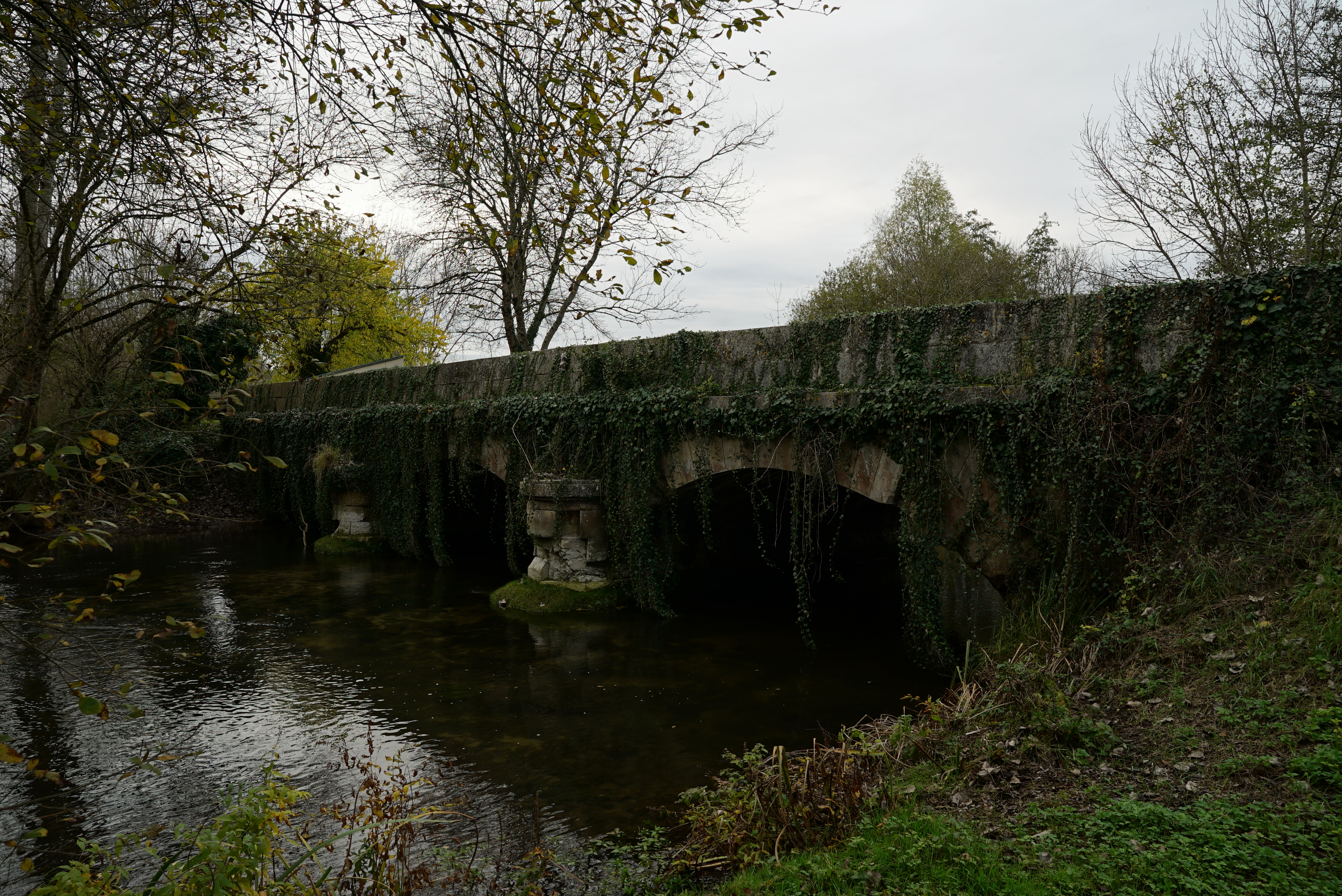
Ancien pont à Fléac.

### La haute Seugne (Seugne amont)
- le ruisseau la Moulinasse (rd) 2,8 km
- le ruisseau l'Oil (rg) 1,4 km
- le ruisseau l'Olonne (rd) 4,3 km
- le ruisseau la Voine (rg) 1,2 km
- le ruisseau le Pontignac (rg) 5,9 km
- le ruisseau la Pimperade (rd) 13,4 km
- le ruisseau la Laurançanne (rg) 10,5 km
- le ruisseau le Pharaon (rd) 18,5 km avec un affluent le Mathelon.

### La Seugne moyenne
- le Trèfle (rd) 47,3 km, plus long affluent de rive droite de la Seugne, conflue avec celle-ci à Clion-sur-Seugne
- le ruisseau la Maine ou la Rochette (rg) 29,1 km  avec trois affluents, (1re cat. piscicole)
- la Laigne (rg) 3,6 km
- Le ruisseau de Pradelle (rg) 2,1 km
- Le ruisseau le Médoc (rd) 8,9 km

### La basse Seugne (les Seugnes)
- la Romade 6,8 km (rg)
- la Soute (rg), 11,1 km

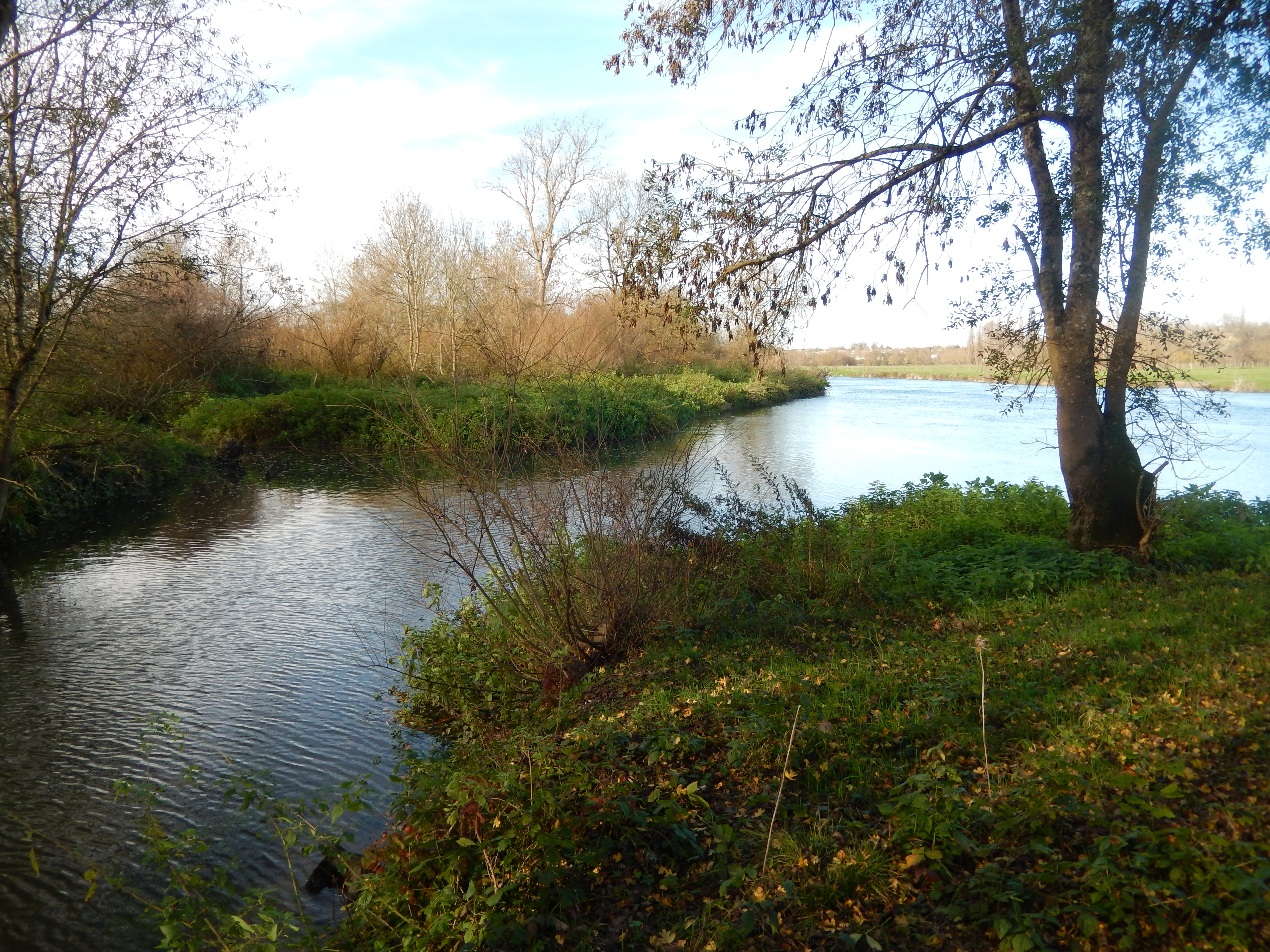
Le bras oriental de la Seugne et son confluent avec le fleuve Charente.

- le ruisseau Étier des arènes (rg) 4,1 km
- le fossé de la Drogue (rg) 1,1 km

et les bras de la Seugne au nombre de trois, parfois désignés sous le nom de delta de la Seugne.

## Hydrologie
Débit de pointe en décembre 1982 : 150 m3/s[réf. nécessaire][Où ?]

### La Seugne à Saint-Seurin-de-Palenne
Le module est de 6,8 m3/s à la station de Saint-Seurin-de-Palenne, pour un bassin versant de 902 km2.

## Hydronymie
Les formes anciennes sont flumen Soenna vers 1100, Sonye en 1280, la Soyngna en 1322, la Soyngnhe en 1354, aqua Soynnie en 1363, Souaigne en 1494. Les prononciations actuelles, Seugne et Souègne, reposent sur une forme médiévale Soïgne, que les scribes des XIIIe et XIVe siècles ont eu du mal à transcrire. D'après Duguet, une graphie plus récente, Seuigne a été mal lue et interprétée Sévigne au XIXe siècle.

## Populations

### Populations piscicoles
- Truites arc-en-ciel, chevesnes, gardons, rotengles, brèmes, carassins, tanches, carpes (commune et miroir), anguilles, black-bass, sandres, ablettes, goujons, vairons, brochets, perches, perches soleil (calicobas).

### Autres populations
Sont présents hérons cendrés, martins pêcheurs, cygnes, canards, poules d'eau, cigognes, ainsi que plusieurs espèces de grenouilles.
Sont aussi présents des espèces invasives, écrevisses de Louisiane et ragondins.

### Documentations
- Carte IGN no 1533 E pour le secteur de Jonzac
- Topo Guide la Seugne et ses affluents (1995 - auteur : Tourisme et Pêche 17)
- Carte Tourisme et Pêche en Charente-Maritime, au fil de l'eau ... (1999- auteurs : IGN & FDPPMA 17)
- Guide de la règlementation de la pêche en Charente-Maritime (édition annuelle - auteur : FDPPMA 17)